# 呂頌賢
呂頌賢（英語：Jackie Lui Chung Yin，1966年2月5日—），香港男演員及節目主持，祖籍廣東東莞。曾為亞洲電視及無綫電視旗下藝人。近年在工作重心轉至中國大陆發展拍攝電視電影作品以及推廣素食文化。

## 背景

### 早年生活
呂頌賢小時候於九龍紅磡土瓜灣一帶、公務員可購買的宿舍區住，有一名較他年長五年的胞姊。因為母親為一名官立小學及特殊學校教師，可享公務員福利，所以一家人可以獲安排入住香港政府公務員建屋合作社。呂頌賢曾就讀德信學校，與太極樂隊成員雷有暉為小學同班同學。當時二人均就讀該校的上午校，進入娛樂圈後相認。在讀小學期間，呂曾演出《小木偶》話劇。另外，呂頌賢與張達明為中學三年級同班同學。他們當時均就讀萃華英文書院土瓜灣北帝街分校。
中五毕业后经由母親的高官朋友介绍，吕颂贤在荃灣北的地盤當了一年多政府工程测量员，後來與朋友到香港艺术中心学習戏剧三個月。当时老师鼓励他报讀剛成立的香港演艺学院，結果獲取錄入讀。在校期間參演過多套舞台劇，包括《年初二》、《榕樹下》、《阿茜的救國夢想》、《暴風雨》等等，亦曾擔任亞洲電視兒童節目《新飛虎隊》的主持。他在1989年畢業於香港演藝學院，憑畢業舞台劇《衝上雲霄》優異的表現而獲得「最佳演員獎」。成龍當時擔任頒獎嘉賓，呂頌賢因而與莫家堯一起被成龍的經理人陳自強相中簽約。

### 演藝事業

#### 香港亞洲電視時期
1990年，呂參演其第一部電影《拳王》即擔任男主角，並入圍香港電影金像獎最佳新人獎。但当时香港电影已显颓势，发行《拳王》的德宝公司未等电影拍完就倒闭了，吕颂贤在陈自强的推荐下签约亚洲电视，进入电视圈。1990年、呂頌賢正式加入香港亞洲電視出道，第一部電視劇演出為《中華英雄》，後主演《中環英雄》、《大提琴與點三八》（黑幫輓歌）、《槍神》、《本是同根》以及亞視1990年代打破慣性收視的電視劇劇集《勝者為王》、《勝者為王II天下無敵》、《戲王之王》、《銀狐》、《碧血青天珍珠旗》等作品，成為亞視最红的當家小生之一，並与江華、伍咏薇、万绮雯等一起并称为“双生双旦”。呂頌賢在亚视效力五年多，當時為藝能影業藝人的他觉得已经没有進步空间，恰巧无线开了不错的价钱，便去了无线，开始拍古装剧。事實上無綫曾於1993年邀請其過檔，但為報亞視對其知遇之恩而婉拒。

#### 香港無綫電視時期
至1995年，呂頌賢跟駱達華、吳毅將及張家輝等人，因經亞洲電視的合約期滿離開後，結束五年的亞視合作關係。翌年不久毅然轉投到香港無綫電視，同年在無綫電視簽改為部頭合約，繼續受到力捧。他先拍攝了電視電影《倒數七日情》，接著隨即拍攝《包青天》其中一個單元《假琥珀》和《忘情闊少爺》，受到監製李添勝的賞識，因而接演《笑傲江湖》飾演令狐冲。这部戏在香港从投拍到制作播出，最高收視率只有35點，但让吕颂贤紅遍台湾和中國大陆，成為他演藝事業的成名代表作。
1998年接演《離島特警》，是十大收視劇集之一，在香港播出時曾創下了43點的高收視率，即共有223萬觀眾。他憑著劇中楊家聰一角入圍TVB我最喜愛男主角提名，且與搭檔宣萱一同入圍我最喜愛拍檔提名。之後拍攝《吾係差人》(又名《兼職警察》)、《夢想成真》、《大囍之家》等電視劇。

#### 電影
2000年，拍攝完成的《大囍之家》後，亦是最後一部TVB的電視劇，然而，不但約滿後藝能經理人合約，而且基於不明原因而呂氏未獲無綫電視合約到期後不再與TVB續約並且離開電視台，結束於無綫電視5年之賓主關係，在遂漸淡出離開了電視圈，並轉投電影界發展，前往內地後發展和接觸潛水教練工作，拍攝了《鎗火》、《九龍冰室》等電影。2001年，後來得到金牌監製的邀請，參加亞洲電視劇集《俠骨仁心》的演出。目前隨後淡出香港娛樂圈，並考取潛水教練執照，在西貢大鵬灣當潛水教練，偶爾會客串演出間中亦有在香港或中國大陸參與連續電視劇或電影演出。

#### 其他
2006年，呂頌賢當與宣萱、張同祖及房祖名等曾參與香港電台電視部合作的《獅子山下2006》之單元劇的「水中的故鄉」。同年，呂頌賢再度重返TVB（此前為在2002至2006年間呂頌賢再首度重返無綫電視，參與遊戲節目《智在必得》及《百法百眾》拍攝），與當時同經理人公司的陳芷菁一同登上鄭裕玲主持的《百法百眾》。據聞當時正與TVB重新洽談合約才會上這個節目，可惜最後並未達成共識，這也成了呂頌賢最後一次出現在TVB螢幕上的一個節目。2007年再度復出，正式將演藝重心轉往中國大陸，與大陸的經理人公司簽約，陸續拍攝《紅海棠》、《東方卡薩布蘭卡》等劇集。2008年再度受到鄧特希的邀請回香港拍攝《法網群英》。於2010年在亞視首播，飾演臥底反派楊偉森一角，並入圍該年壹電視大獎我最喜愛藝人提名，而《法網群英》獲得該年十大電視節目獎。2010年為紀念出道二十年，呂頌賢親自監製及一手包辦主演舞台劇「現代猛士錄」。更為該舞台劇錄製主題曲「猛士說」，在2011年1月於上海戲劇學院首演，一連演了二十三場，目前有計畫到各地巡迴演出。2011年下半年，呂頌賢在中國首度接演了電影《敦煌傳奇》，該部電影是第一部被批准進入敦煌石窟拍攝的電影，在2012年年底上映。
目前，呂頌賢現今簽約中國風華堂經紀公司，又陸續接了《家仇》、《再見豔陽天》等連續劇。在《家仇》中，他演繹一名國民黨軍人，是他至中國發展後最滿意的作品。又他在2017年與邵傳勇合組製作公司，拍攝網絡作品，放在愛奇藝及其他平台播放，同時又與邵傳勇一同經營多間素食連鎖餐廳。

### 政治表態
呂頌賢亦有參與了港區全國人大常委之鄺美雲支持港版國安法的聯署。於同年七月一日，他在慶祝香港回歸微博上再次提到這一立場。

## 個人生活
1991年拍攝《大提琴與點三八》時，呂頌賢與萬綺雯開始拍拖，二人分分合合了幾次大約兩三年。後於1994年，他在拍攝《碧血青天珍珠旗》時，與麥景婷開始拍拖。2008年於關島水晶教堂低調舉行婚禮，兩人沒有通知家長，婚禮只有兩位好朋友見證及當證婚人。婚後有共識不會生育。

## 演出作品

### 電視劇（香港電台）
| 年份   | 劇名                       | 角色 | 合作演员             | 性質 |
| 1992年 | 廉政行動之玩火的人         |      | 張家輝               |      |
| 1999年 | 西鐵情緣                   |      | 陳松伶               |      |
| 2002年 | IT檔案                     |      | 李嘉欣               |      |
| 2003年 | 執法群英                   |      | 方中信、林家棟       |      |
| 2005年 | 醫學神探 (病源)            |      | 官恩娜               |      |
| 2006年 | 獅子山下2006（水中的故鄉） |      | 宣萱、房祖名、張同祖 |      |
| 2006年 | 禁毒檔案之緝毒群英         | 阿東 | 王合喜               |      |

### 電視劇（亞洲電視）
| 年份   | 劇名                               | 角色              | 合作演员 | 性質       |
| 1990年 | 中華英雄                           | 余不為            | 何家勁、尹天照、葉玉卿、關詠荷 | 客串       |
| 1990年 | 赤子雄風                           | Joe               | 莫家堯、張家輝 | 客串       |
| 1991年 | 中環英雄                           | 林偉傑            | 譚文潔、吳綺莉、施綺蓮、楊玉梅 | 第一男主角 |
| 1991年 | 大提琴與點三八                     | 溫文傑            | 萬綺雯、李香琴、林祖輝、劉錦玲、秦沛 | 第一男主角 |
| 1991年 | 勝者為王                           | 蔣百祺            | 陳庭威、吳綺莉、萬綺雯、秦沛、張家輝、高雄、楊 群 | 第二男主角 |
| 1992年 | 摩登七十二家房客                   | 呂小賢            | 關詠荷、江華、陳錦鴻、陳庭威、曾華倩 | 客串       |
| 1992年 | 香港傳奇人物之一代賭王             | 韓 森             | 高雄、施綺蓮、劉玉婷、鮑起靜、楊 群、江漢、楊澤霖 | 第一男主角 |
| 1992年 | 香港奇案之八大毒梟                 | 陳家富            | 陳庭威、關詠荷、鄧浩光、張家輝、莫家堯、劉錫賢、冼灝英                                                                                               | 第二男主角 |
| 1992年 | 本是同根（又名：還我今生）         | 高世傑            | 江華、米雪、劉丹、郭峰、蔡曉儀、劉錦玲、楊玉梅、楊 群、嚴秋華、李泳漢、李泳豪                                                                        | 第一男主角 |
| 1992年 | 烈火雄風                           | 江健華            | 林祖輝、翁虹、劉錦玲、尹天照、楊玉梅、潘志文、劉丹、羅 烈、劉錫賢、孫興                                                                              | 第二男主角 |
| 1992年 | 龍在江湖/ 李小龍傳                 | 石少虎            | 吳大維、劉家良、關詠荷、張家輝、江華 | 客串       |
| 1992年 | 勝者為王II天下無敵                 | 狄 信             | 陳庭威、曾華倩、吳毅將、萬綺雯、秦沛、楊 群、方剛、張家輝、高雄                                                                                      | 第二男主角 |
| 1993年 | 銀狐                               | 宋仕元            | 黃日華、曾華倩、伍詠薇、方剛、江華、張家輝、劉錦玲、李香琴、蔡曉儀、陳錦鴻、鮑起靜、劉丹、楚湘雲、譚炳文、樂蓓、吳浣儀、黃莎莉、江圖、黃樹棠、程文意 | 第二男主角 |
| 1993年 | 槍神                               | 尹名揚／尹平安    | 萬綺雯、吳毅將、劉錦玲、陳錦鴻、胡渭康、秦沛、郭峰、梁珊                                                                                             | 第一男主角 |
| 1993年 | 皇家警察實錄II                     |                   | 伍詠薇、吳毅將、劉錦玲、鄧浩光、龐秋雁、林祖輝、高雄                                                                                                 | 單元男主角 |
| 1994年 | 戲王之王                           | 宋子祈            | 任達華、伍詠薇、江華 、方剛、區淑貞、林祖輝、楊 群、劉錦玲、李香琴、潘志文、楚湘雲、施綺蓮、樂蓓、秦沛、羅烈、鮑起靜、韋家雄、麥基、吳浣儀           | 第一男主角 |
| 1994年 | 碧血青天楊家將                     | 龐 烈             | 金超群、李香琴、麥景婷 | 客串       |
| 1994年 | 碧血青天珍珠旗                     | 李元昊／苦兒      | 譚炳文、劉松仁、李香琴、麥景婷、徐少強、甄志強、潘志文                                                                                               | 單元男主角 |
| 1995年 | 一屋兩鬼三人行（又名：再續隔世情） | 陳子安            | 區淑貞、王薇、邵傳勇、胡渭康、韋家雄、陳欣欣、麥基、黃莎莉、高雄、曾瑋明、羅青浩                                                                     | 第一男主角 |
| 2001年 | 俠骨仁心                           | 江浩然（Anthony） | 鍾鎮濤、關詠荷、馮德倫、楊恭如、陶大宇、周嘉玲、尹揚明、陳煒                                                                                         | 第二男主角 |
| 2010年 | 法網群英                           | 楊偉森（Sam）     | 吳啟華、陳秀雯、陳啟泰、張文慈、萬綺雯、蘇永康、谷祖琳                                                                                               | 第三男主角 |
| 2011年 | 上海灘之俠醫傳奇                   | 沈 雷             | 吳啟華、蔡少芬、蘇永康、王傑、黎耀祥、譚耀文、鍾欣潼、张晋、周嘉玲、赵荣、于荣光                                                                     | 第二男主角 |

### 電視劇（無綫電視）
| 年份   | 劇名                  | 角色                 | 合作演员                                                                                  | 性質                |
| 1995年 | 忘情闊少爺            | 康迪勤               | 徐濠縈、傅明憲、魏駿傑、羅樂林、林家棟、許紹雄、韓馬利                                    | 第一男主角          |
| 1995年 | 包青天之假琥珀        | 趙 飛                | 狄龍、黃日華                                                                              | 單元男主角          |
| 1996年 | 笑傲江湖              | 令狐沖               | 鮑方、 梁藝齡、陳少霞、何寶生、王偉、羅樂林、李麗麗、陳鴻烈、梁葆貞、羅蘭、陳狄克、何美鈿 | 第一男主角          |
| 1998年 | 聊齋貳 之「綠野飛仙」 | 甘 鈺                | 梁小冰、鄺文珣、江欣燕、郭政鴻                                                            | (6-10集)單元男主角  |
| 1998年 | 聊齋貳 之「斬妖神劍」 | 安君陽               | 張慧儀、郭政鴻、鄭柏麟、郭少芸                                                            | (36-40集)單元男主角 |
| 1998年 | 離島特警              | 楊家聰               | 郭晉安、宣萱、潘芝莉、王偉、黃愷欣、海俊傑、李龍基、李成昌、羅蘭                          | 第一男主角          |
| 1999年 | 吾係差人/ 兼職警察    | 葉嘉信               | 王喜、陳慧珊、吳綺莉、劉江、金興賢、陳曼娜、王青、馮素波、周聰                            | 第二男主角          |
| 1999年 | 西鐵情緣              | 阿基                 | 陳松伶                                                                                    | （第5集）單元男主角 |
| 2000年 | 夢想成真              | 李 想（亞想/大想頭） | 呂方、宣萱、梅小惠、阮兆祥、劉丹、楚原                                                    | 第二男主角          |
| 2000年 | 大囍之家              | 連天偉               | 秦沛、伍詠薇、陳妙瑛、蘇玉華、袁潔瑩、蘇志威、吳家樂、何嘉莉                              | 第一男主角          |

### 電視電影（無綫電視）
| 年份   | 劇名       | 角色 | 合作演员     | 性質       |
| 1995年 | 倒數七日情 | Joe  | 溫碧霞、洪欣 | 第一男主角 |

### 電視劇（中國星）
| 年份   | 劇名               | 角色 | 合作演员 | 性質 |
| 1996年 | 千秋英烈傳之忘情訣 | 趙凌 | 翁虹     |      |

### 電視劇（台灣）
| 年份   | 劇名                 | 角色       | 合作演员                       | 性質 |
| 2002年 | 齊天大聖孫悟空       | 二郎神楊戩 | 張衛健、葛民輝、李燦森、梁漢文 |      |
| 2002年 | 愛上總經理           | 高橋信夫   | 江祖平                         |      |
| 2003年 | 倩女幽魂             | 諸葛青天   | 陳曉東、徐熙媛、宣萱、吳京     |      |
| 2003年 | 少年史艷文(三劍奇緣) | 殷不凡     | 駱力煒、夏如芝、秦風、六月     |      |

### 電視劇（中國大陸）
| 年份   | 劇名                   | 角色       | 合作演员               | 性質               |
| 1999年 | 流氓太子/ 蘇州二公差   | 柳 生      | 蔣勤勤、陳國邦、王渝文 | 第一男主角         |
| 2005年 | 莫讓情兩難             | 范志偉     |                        |                    |
| 2007年 | 繡娘蘭馨               | 裴子東     | 秦岚                   |                    |
| 2007年 | 生命有明天             | 李 晖      | 吳鎮宇、宣萱、霍思燕   |                    |
| 2008年 | 狐步諜影               |            |                        |                    |
| 2008年 | 红海棠                 | 林冬云     |                        |                    |
| 2009年 | 東方卡薩布蘭卡         |            |                        |                    |
| 2010年 | 再見艷陽天             | 韋振邦     |                        |                    |
| 2010年 | 家仇                   |            |                        |                    |
| 2011年 | 完美丈夫               | 李耀斌     |                        |                    |
| 2012年 | 千金                   | 方锦前     |                        |                    |
| 2012年 | 伞娘传奇               |            |                        | 又名：冬雪         |
| 2013年 | 怒海情仇               |            |                        | 又名：勝利者       |
| 2013年 | 愛情悠悠藥草香         | 裘老七     |                        | 客串               |
| 2014年 | 千金保姆               | 卢德颂     |                        | 原名：我的失憶女友 |
| 2015年 | 鐵甲艦上的男人們       | 鄧世昌     |                        | 2012年拍攝         |
| 2016年 | 器灵第一季             | 刘明睿父親 |                        | 網絡劇，客串       |
| 2017年 | 奇星记之鲜衣怒马少年时 | 人君       |                        |                    |
| 2017年 | 碧海雄心               | 黄汉中     |                        |                    |
| 2018年 | 吃素的小爸             | 姜冲       |                        | 網絡劇             |
| 2019年 | 青囊传                 | 葉秋實     |                        | 网络剧             |
| 2019年 | 心灵法医               | 杰森       |                        | 网络剧，特別出演   |
| 2022年 | 榆陽秋                 | 汪虎       |                        | 2014年拍攝         |
| 2023年 | 唐人街探案2            | 陈经汉     |                        | 網絡劇             |
| 2024年 | 斗罗大陆之燃魂战       | 玉小刚     |                        |                    |
| 待播   | 赴山海                 | 朱俠武     |                        | 網絡劇             |
| 待播   | 我们的秘密             |            |                        |                    |

### 電影
| 年份   | 片名                     | 角色              | 合作演员                                                                     | 性質                                       |
| 1990年 | 皇家師姐之中間人         |                   | 楊麗青、吳大維、江欣燕、羅烈、顧冠忠、周比利、劉江、黃德斌                   |                                            |
| 1991年 | 火爆浪子                 | 愛滋倫            | 林國斌、梁婉靜                                                               |                                            |
| 1991年 | 拳王                     | 葉志明            | 林敬剛、杜少津、劉玉翠、劉江、陳德興、姜皓文                                 | 第一男主角                                 |
| 1992年 | 最後舞男/舞男情未了      | 阿 祿             | 任達華、關之琳、方中信、葉玉卿、吳雪雯                                       | 男配角                                     |
| 1992年 | 92應召女郎               |                   | 葉玉卿、張敏、葉童、吳家麗、尹揚明、吳綺莉、何篤霖、仙杜拉、夏萍、陳啟泰     |                                            |
| 1993年 | 愛在黑社會的日子         | 賢 哥             | 任達華、葉童、葉玉卿、尹揚明、關之琳、王小鳳、白石千、陸劍明、 林偉、甄志強  | 客串                                       |
| 1993年 | 孽戀狂花                 | Mark              | 陳曉瑩、陳佩珊                                                               | 第一男主角                                 |
| 1994年 | 重案實錄之犯罪天才       |                   | 李修賢、關秀媚                                                               | 第一男主角                                 |
| 1994年 | 香港愛情故事之情人       |                   | 郭錦恩、湯鎮宗                                                               | 第一男主角                                 |
| 1994年 | 金錢本色                 |                   | 翁虹                                                                         | 第一男主角                                 |
| 1999年 | 鎗火                     | 阿 信             | 黃秋生、吳鎮宇、張耀揚、林雪                                                 | 第三男主角                                 |
| 2000年 | 行規                     | Q 仔              | 王敏德、關秀媚、林雪、王天林、歐錦棠、田蕊妮、韋烈、姜皓文                   | 第二男主角                                 |
| 2000年 | 俠骨仁心                 | 江浩然（Anthony） | 梁朝偉、李嘉欣、鍾鎮濤                                                       |                                            |
| 2000年 | 黑社會.com               | 王 朝             | 李修賢、張耀揚、吳毅將、葉佩雯、陳惠敏、李兆基、吳志雄、成奎安、羅蘭         | 第一男主角                                 |
| 2000年 | 天殺                     | 黃克明            | 李修賢、陳國邦、陳明君                                                       | 第一男主角                                 |
| 2001年 | 老友記茶餐廳             |                   | 鍾鎮濤、李蕙敏、袁潔瑩、何嘉莉、林祖輝、周文健、洪欣、姚樂怡、吳雪雯、陳明君 | 第二男主角                                 |
| 2001年 | 極速殭屍                 | 韋 通             | 連凱、周嘉玲、林威、鄒兆龍                                                   | 第二男主角                                 |
| 2001年 | 九龍冰室                 | 火 山             | 鄭伊健、莫文蔚、李彩樺、林雪                                                 | 第二男主角                                 |
| 2001年 | 殺出個未來               | 張 來             | 張文慈、單立文、吳毅將、林雪、施依蓮、海俊傑、駱達華、林敬剛、李思蓓、羅蘭   | 第一男主角                                 |
| 2001年 | 古惑仔之出位             | 阿 虎             | 謝天華、陳浩民、莫家堯、林雅詩、陳觀泰                                       | 第一男主角                                 |
| 2002年 | 火辣師妹                 |                   | 陳芷菁、林雅詩、陳安瑩                                                       | 第一男主角                                 |
| 2002年 | 赤裸性對抗               |                   | 吳毅將、陳明君、鍾淑慧                                                       | 並沒在片中演出，但名字及樣子卻出現在海報上 |
| 2002年 | 零二房間                 | 殺 手             |                                                                              |                                            |
| 2002年 | 焚獸之都                 |                   | 原子鏸、黃德斌、姜皓文、金慧英                                               | 第一男主角                                 |
| 2003年 | 流氓經紀                 |                   | 王合喜、黎耀祥、湯寶如                                                       | 第一男主角                                 |
| 2003年 | 新紮師姐                 |                   | 麥家琪、張文慈、吳文忻、梁琤、劉以達、陸劍明                                 | 第一男主角                                 |
| 2003年 | 道中道                   |                   | 成奎安、韓君婷、鍾淑慧                                                       | 第一男主角                                 |
| 2003年 | 香港特區警察系列之兵捉賊 | 李兵              | 湯寶如、蘇志威、駱應鈞                                                       | 第一男主角                                 |
| 2003年 | 新紮師姐之不安全地帶     |                   | 麥家琪、梁琤、張文慈、吳文忻、連凱                                           | 第一男主角                                 |
| 2003年 | 大丈夫                   | 交通警察          | 曾志偉、杜汶澤、陳小春、梁家輝                                               | 客串                                       |
| 2004年 | 金鴨                     | 韦国梁（TEDDY）   | 劉以達、關寶慧、樊亦敏                                                       | 第一男主角                                 |
| 2004年 | 新紮師姐之百分百型警     |                   | 麥家琪、吳文忻、張文慈、梁琤、劉以達、董敏莉、宗揚                           | 第一男主角                                 |
| 2004年 | 新東成西就               | 黃苦斯（東邪）    | 魏駿傑、姜皓文、黃一山、黎耀祥、陸劍明、程小龍、滕麗名                       | 第一男主角                                 |
| 2004年 | 赤子拳王                 |                   | 元彪、葉蘊儀、林雪、錢嘉樂、曾志偉                                           |                                            |
| 2006年 | 真心特警                 |                   | 李麗珍、王合喜、黃小燕                                                       | 第一男主角                                 |
| 2006年 | 妻骨未寒                 | 加 利             | 盧巧音、連凱、李思蓓、黃文慧、鄒凱光                                         | 第一男主角                                 |
| 2013年 | 敦煌傳奇                 |                   | 謝安琪、周海媚、呂蒙                                                         | 第一男主角                                 |
| 2015年 | 烈日灼心                 |                   | 鄧超、段奕宏 、郭濤                                                          | 客串                                       |
| 2016年 | 不死之身                 |                   |                                                                              | 網絡電影，第一男主角                       |
| 2018年 | 某日某月                 | 周作民            | 原島大地                                                                     | 客串                                       |
| 2019年 | 逃离欲望岛               | 老 九             |                                                                              | 網絡電影，第一男主角                       |
| 2020年 | 左情右義                 | 謝天長            |                                                                              | 網絡電影，第一男主角，擔任"監制"           |
| 2021年 | 移情高手                 |                   |                                                                              | 客串                                       |
| 2021年 | 燒烤怪談                 |                   |                                                                              |                                            |
| 2021年 | 你的世界如果沒有我       | 馬 兵             |                                                                              |                                            |
| 2022年 | 蜀山传：万剑归宗         | 老爹              |                                                                              | 網絡電影                                   |
| 2022年 | 藏地奇兵                 | 秦忠              |                                                                              | 網絡電影                                   |
| 2024年 | 烧烤怪谈：台风           |                   |                                                                              | 網絡電影                                   |

### 舞台劇
- 《我和春天有個約會》（2017)
- 《72X房客之寻找幸福的岁月》(2017)
- 《現代猛士錄》（2011年1月上海戲劇學院首演）
- 《女大不中留》（1994）（因參演此舞台劇與太太麥景婷相戀）
- 《遍地芳菲》（香港話劇團）
- 《衝上雲霄》（畢業舞台劇作品，憑此作品獲得89年香港演藝學院最佳演員獎）
- 《年初二》、《榕樹下》、《阿茜的救國夢想》、《暴風雨》等（香港演藝學院）

## 主持作品

### 綜藝節目（亞洲電視）
- 1988年-1989年：《新飛虎隊》
- 1992年：《活色生香》
- 1993年：《亞姐英倫麗人遊》

### 綜藝節目（無綫電視）
- 1995年：《美妙新旅程》（羅馬、巴黎）
- 1998年：《永安旅遊話你知：點解台灣咁好玩》
- 1999年：《永安旅遊話你知：點解越南咁好玩》

## 其他演出
- 1991年：亞洲電視《1991亞洲小姐競選準決賽》（表演嘉賓）
- 1992年-1993年：亞洲電視《群星過哂界》（多次亮相）
- 1993年：台視《龍兄虎弟》（嘉賓）
- 1993年：映畫傳播中視《雞蛋碰石頭》（嘉賓）
- 1993年：亞洲電視《1993亞洲小姐競選準決賽》（表演嘉賓）
- 1996年：無綫電視《超級無敵獎門人》（第二十一集嘉賓、勝出嘉賓）
- 1996年：無綫電視《奧運群星智激鬥》（第十集嘉賓）
- 1996年：無綫電視《體壇群星創高峰》（嘉賓）
- 1997年：TVBS《娛樂新聞》（嘉賓）
- 1997年：TVBS《小燕有约》（嘉賓）
- 1998年：無綫電視《明愛暖萬心》（表演嘉賓）
- 1998年：無綫電視《運財大贏家》（嘉賓）
- 1998年：無綫電視《齊心同抗長江水災大行動》（表演嘉賓）
- 1998年：無綫電視《歡樂滿東華》（表演嘉賓）
- 1999年：八大電視《風花雪月》（嘉賓）
- 1999年：無綫電視《新華旅遊反斗俱樂部》（第五-第六集嘉賓）
- 1999年：無綫電視《愛心延續獻再生》（表演嘉賓）
- 2000年：無綫電視《智尊打吡賽》（嘉賓）
- 2000年：中視《我猜我猜我猜猜猜》（嘉賓）
- 2000年：台視《綜藝旗艦》（嘉賓）
- 2001年：亞洲電視《百萬富翁》（第一集嘉賓）
- 2001年：亞洲電視《女人.Come》（嘉賓）
- 2002年：台視《台灣風雲榜》（嘉賓）
- 2002年：無綫電視《智在必得》（第八十集嘉賓）
- 2007年：华娱卫视《靜距離》（嘉賓）
- 2008年：东方卫视《加油！2008》（嘉賓）
- 2006年：無綫電視《百法百眾》（嘉賓）
- 2009年：上海电视台《綻放》（嘉賓）
- 2012年：深圳衞視《年代秀》（嘉賓）
- 2012年：上海电视台《舞林大会》（第三集嘉賓）
- 2017年：安徽衛視《星星的禮物》第三季（第十集嘉賓）
- 2019年：湖南衛視芒果TV《2019湖南卫视全球华侨华人春晚》
- 2019年：ViuTV《林盧去追星》（第十集嘉賓）
- 2019年：優酷視頻《星直播》（嘉賓）
- 20??年：《影視界欄目之紅星坊》（嘉賓）

## 歌曲
- 1994年：呂頌賢 《今生情不變》（ATV電視劇《碧血青天珍珠旗》插曲）
- 1994年：呂頌賢、寶佩如、田蕊妮、容錦昌《心比珍珠更真》（ATV電視劇《碧血青天珍珠旗》插曲）
- 1995年：呂頌賢、寶佩如《遇見他》（ATV電視劇《一屋兩鬼三人行》主題曲）
- 2010年：呂頌賢《猛士說》（舞台劇《現代猛士錄》主題曲）

## 音樂錄影帶
- 1996年：伍詠薇《仿佛仍是醉》
- 2001年：李蕙敏《心跳回憶》

## 廣告/代言
- 1989年：維他奶童年現在
- 2001年：健體健身中心
- 2021年：手遊《新笑傲江湖》

## 榮獲獎項
- 1989香港演藝學院最佳演員獎
- 2007年度紅人榜，年度最佳健康紅人獎
- 2010年度品位盛典，綠色環保先鋒
- 2010紳活楷模綠色紳活海洋環保明星
- 2015年第二屆河源微電影節最佳男主角

## 軼事
- 由於呂頌賢曾與日本知名男星木村拓哉長相酷似，故曾有「港版木村」之稱；亦被指與另一日本男星山下智久神似。
- 目前，他是亞洲電視男藝員之中多少數從曾轉投過檔無綫電視的人。
- 呂頌賢與前女友藝人麥景婷相識了多年後曾為亞洲電視合作的之一。
- 1994年，呂頌賢當與年小4歲的前女友藝人麥景婷相識了多年後曾為亞洲電視合作的之一。
- 2008年，呂頌賢與拍拖14年的前女友藝人麥景婷在關島完婚，他們已達成共識，不會生育，繼續過二人世界已結婚。
- 呂頌賢是多少數出身於亞洲電視後現時至今任期內的藝人但現今曾轉投無綫電視的藝員之一。
- 同時；呂頌賢仍繼續留於亞洲電視，是亞洲電視藝員之中少數從已效力過檔無綫電視的人。
- 呂頌賢是多少數出身於後簽約亞洲電視迄今為時任的藝人，到了現在但過檔效力曾轉投無線電視的藝員之一。
- 亞洲電視約滿後呂氏仍繼續轉投無綫，一直留守於電視圈後，呂頌賢曾是電視台工作之一；現今中少數從未效力過不會打算重回電視圈至今的人。
- 呂頌賢現在淡出香港的電視圈至今，現時主要效力在電影界發展。